# Гордона
Гордона (итал. Gordona) је насеље у Италији у округу Сондрио, региону Ломбардија.
Према процени из 2011. у насељу је живело 1423 становника. Насеље се налази на надморској висини од 299 м.

## Становништво
| 1936. | 1951. | 1961. | 1971. | 1981. | 1991. | 2001. | 2011. |
| ----- | ----- | ----- | ----- | ----- | ----- | ----- | ----- |
| 1.395 | 1.544 | 1.459 | 1.503 | 1.621 | 1.637 | 1.751 | 1.903 |